# Ausztrál koel
Az ausztrál koel (Eudynamys cyanocephala) a madarak osztályának kakukkalakúak (Cuculiformes) rendjébe, ezen belül a kakukkfélék (Cuculidae) családjába tartozó faj.

## Előfordulás
Ausztrália, a Salamon-szigetek és Kelet-Timor területén honos.

## Külső hivatkozás
- Képek az interneten a fajról